# Косколь (Терсакканський сільський округ)
Коско́ль (каз. Қоскөл) — село у складі Улитауського району Улитауської області Казахстану. Входить до складу Терсакканського сільського округу.
Населення — 30 осіб (2021; 85 у 2009, 107 у 1999, 100 у 1989).
Національний склад станом на 1989 рік:
- казахи — 100 %.